# 潘慎文
潘慎文（英語：Alvin Pierson Parker，1850年—1924年），美国监理会在华传教士。
1850年8月，潘慎文出生在美国乔治亚州。因家庭经济拮据，大学未毕业即去工作。1875年被监理会派往中国传教，先在上海帮助蓝柏传教，同时学习中文，次年到苏州。1879年，他接管了曹子实办的走读学校，将其迁至天赐庄，改为寄宿制，命名存养书院，培训华人牧师，自任监院（校长）。1881年，潘慎文在天赐庄折桂桥弄口建起监理会在苏州的第一座教堂，称为首堂，有400个座位，后又添建一段，增加了200个座位。民国初年拆除了首堂，改建为苏州圣约翰堂。1884年，潘慎文扩大存养书院校址，提高程度，更名博习书院。1896年任上海中西书院院长，1906年辞职。
1883年，潘慎文夫人也在天赐庄创办了苏州第一所女子学校——冠英女塾。

## 著作
- 《舊約歷代志略上註釋 (Conference Commentary on First Chronicles)》 / 潘慎文 (Parker, Alvin Pierson, 1850-1924).  上海 ：中國聖教書會，1903 （页面存档备份，存于）  「基督教古籍數據庫」(香港浸會大學圖書館)
- 《舊約歷代志略下註釋 (Conference Commentary on Second Chronicles)》 / 潘慎文 (Parker, Alvin Pierson, 1850-1924).  上海 ：中國聖教書會，1903 （页面存档备份，存于）  「基督教古籍數據庫」(香港浸會大學圖書館)
- 《馬可福音新註釋》(New Commentary on the Gospel of Mark) / 潘慎文 (Parker, Alvin Pierson, 1850-1924). 上海 ：廣學會，1925 （页面存档备份，存于）  「基督教文藝出版社藏書」(香港浸會大學圖書館. 華人基督宗教文獻保存計劃)